# Leucochrysa dolichocera
Leucochrysa dolichocera är en insektsart som först beskrevs av Navás 1913.  Leucochrysa dolichocera ingår i släktet Leucochrysa och familjen guldögonsländor. Inga underarter finns listade i Catalogue of Life.